# Фильон, Розелин
Розелин Фильон (фр. Roseline Filion; род. 3 июля 1987, Лаваль) — канадская прыгунья в воду. Бронзовый призёр Олимпийских игр 2012, трёхкратный призёр чемпионатов мира, чемпионка Панамериканских игр, чемпионка игр Содружества. Специализируется в прыжках с десятиметровой вышки.

## Спортивная карьера
В 2005 году Розелин выиграла свою первую медаль на домашнем чемпионате мира в Монреале, заняв третье место в синхронных прыжках с вышки вместе с Меган Банфето.
В 2006 завоевала бронзовую медаль на играх Содружества.
В 2008 году на Олимпийских играх Розелин с Меган Банфето заняли лишь 7-е место в синхронных прыжках.
В 2009 на чемпионате мира осталась без медалей: заняла 10-е место в индивидуальных прыжках и 4-е место в синхроне, уступив малайзийкам 0,27 балла в борьбе за бронзу.
В 2011 году завоевала «серебро» на Панамериканских играх, на чемпионате мира выступила неудачно, заняв 7-е место в синхронных прыжках и 8-е в индивидуальном первенстве.
В 2012 году завоевала бронзовую медаль с Меган Банфето на Олимпийских играх. А в индивидуальном первенстве заняла 10-е место.
В 2013 году Розелин выиграла серебряную медаль на чемпионате мира, а индивидуальных прыжках она стала восьмой.
В 2014 году выиграла золотую и бронзовую медаль на играх Содружества.
В 2015 на домашних Панамериканских играх стала первой в синхронных прыжках и второй в личном первенстве, затем выиграла серебряную медаль чемпионата мира в синхронных прыжках.